# Димитър Яблански
Димитър Марков Минчев, по-късно сам променил името си на Димитър Яблански (1858 – 1937), е български офицер, финансист и политик.

## Биография
Димитър Марков е роден на 24 октомври 1858 г. в с. Ябланица, Тетевенско. Син е на Марко Минчев (чорбаджи Марко) – крупен търговец, член на Революционния комитет на Левски, и Вуна Драганова. Големият му брат Мико Марков (1842 – 1918) е секретар/председател на Революционния комитет в Ябланица. Чорбаджи Марко изпраща малкия си син Димитър да учи при Тодор Пеев – един от най-образованите възрожденци и революционер, който от 1870 до 1872 е учител в родното си Етрополе и същевременно председател на тамошния Революционен комитет. След Освобождението Димитър Марков завършва Военното училище в София (1879) и Офицерска стрелкова школа в Санкт Петербург (1885). Като офицер служи последователно от 1879 г. в Пета пехотна дружина и Първи пехотен софийски полк. През 1885 г. е назначен за комендант на София и заема този пост през Сръбско-българската война. Участва в Деветоавгустовския военен преврат 1886 за детрониране на българския княз Александър I Батенберг. На 25 септември 1886 г. излиза в запаса с чин капитан.
Според ироничната бележка на Симеон Радев в неговата книга „Строителите на съвременна България“:
| „ | Тогава [през август 1886] той се казваше Марков; после аристократизира един вид името си и се нарече Яблански, понеже бил от Ябланица. | “ |

Впоследствие учи и завършва държавни и стопански науки в Париж (1893). След връщането си в България се жени за Харитина, дъщеря на видния финансист и политик Иван Евстратиев Гешов, от която има една дъщеря – Мария (Мика), женена за Евстати Паница. Главен касиер, подуправител и директор на Земеделските каси (1896 – 1903). През 1896 г. учредява Народното сигурително дружество „Балкан“ заедно с братя Паница от Виена. Директор и член на управителния му съвет до 1920 г. Член на управителния съвет и подуправител на Кредитна банка (1908 – 1917). Акционер в Българското индустриално керамично дружество „Изида" и „Мир“ АД.
Става член на Народната партия и от 8 април 1897 до 11 април 1899 г. е кмет на София. По това време се подготвя изменение на действащия Закон за градските общини, одобрено от Народното събрание през 1898 г., финализирани са подготвяните с години преди това концесии за електрификация и трамвайни линии в града, започват корекции на Перловската и Владайската река, регулират се улици в центъра и покрайнините на града. Член на Управителния съвет на Българския Червен кръст (1904 – 1932). През 1912 – 1913 г. е министър на обществените сгради, пътищата и благоустройството на Царство България.
При управлението на Александър Стамболийски е обвинен за политическата си дейност от Народното събрание. През септември 1922 г. е арестуван и изпратен в Шуменския затвор, а на 16 юни 1924 г. е амнистиран.
Неговият дом в София, известен като Къщата на Яблански (до 1993 г. сграда на Посолството на Китайската народна република), е построена в 1907 г. от австрийския архитект Фридрих Грюнангер и е един от образците на софийската жилищна архитектура от този период.
Умира на 7 март 1937 г. в София.

## Памет
Димитър Яблански е погребан на Централните софийски гробища в семейна гробница на Паница-Яблански, построена от арх. Станчо Белковски. На негово име е наречена улица в квартал „Витоша“ в София (Карта).

## Военни звания
- Прапоршчик (10 май 1879)
- Подпоручик (1 ноември 1879, преименуван)
- Поручик (30 август 1882)
- Капитан (30 август 1885)